# Cadeillan
 Cadeillan  là một xã thuộc tỉnh Gers trong vùng Occitanie tây nam nước Pháp. Xã này có độ cao trung bình 213 mét trên mực nước biển.
Sông Gesse tạo thành tất cả ranh giới phía tây và tây bắc của xã, sau đó chảy vào sông Save, sông tạo tất cả ranh giới phía đông và đông bắc xã Cadeillan.